# Josette Clotis
Josette Clotis, née le 8 avril 1910 à Montpellier (Hérault) et morte le 12 novembre 1944 à Tulle (Corrèze), est une femme de lettres, romancière et journaliste française.
Elle fut une des compagnes d'André Malraux, avec qui elle eut deux garçons.

## Biographie
Josette Clotis est née à Montpellier, 18 rue des Patriotes, le 8 avril 1910, fille de Joseph Bertrand Étienne Clotis, sergent au 2e régiment du Génie, puis percepteur et élu maire d'Hyères de 1947 à 1958, et d'Adrienne Marie Deltour, son épouse ; ses prénoms dans l'acte de naissance sont Adrienne Élise. La famille de Josette Clotis possède une maison à Beaune-la-Rolande, avant de résider à Chevilly.
Passionnée de littérature, elle prend la plume et écrit dans le courrier « de L'Une à l'Autre » de la revue Ève sous le pseudonyme de Tip Toe, ce qui signifie en anglais « sur la pointe des pieds ». Elle fait ainsi la connaissance de Jeanne Sandelion, grande amie et admiratrice d’Henry de Montherlant, dont elle devient la dactylo. Elle tape, entre autres, L'Âge où l'on croit aux îles. Dans une des lettres qu'elle lui adresse, le 16 mars 1926, elle lui indique que ses fiançailles sont rompues[réf. nécessaire]. Elle écrit son premier roman en 1928, à dix-huit ans (une première version avait même été rédigée à quinze ans),, et adresse son manuscrit à Henri Pourrat, qui l'invite en Auvergne pour mettre en forme son texte.
Elle se rend à Paris en 1932, trouve une place de journaliste à Marianne, hebdomadaire littéraire fraîchement fondé par la NRF. Gaston Gallimard se prend d'affection pour elle et son roman est publié la même année. Il lui signe un contrat pour dix romans. Elle est photographiée, adulée et devient la célébrité du moment. Jean Tenant fait une chronique de son livre et la rencontre quelque temps plus tard. Dans une lettre[réf. nécessaire] à Jeanne Sandelion, elle lui dit : « Je croyais et j'espère passer pour la maîtresse de Gaston Gallimard, ce qui ravit Gaston et me flatte infiniment (cher et ravissant Gaston). »
Elle fait la rencontre d'André Malraux dans les couloirs de la NRF, au no 5 rue Sébastien-Bottin à Paris. Malraux vient de publier La Condition humaine : c'est le coup de foudre. Lors de dîners au Crillon et au Ritz, ils font plus ample connaissance et deviennent amants en décembre 1933. Josette habite à cette époque à l'hôtel du Pont-Royal, puis à l'hôtel du palais d'Orsay, ensuite à l'Élysée Parc Hôtel en 1936, puis à l'hôtel du Louvre et au no 9 rue Berlioz, voie privée du 16e arrondissement de Paris, et enfin à l'hôtel Royal Versailles, rue Le Marois. Mais André Malraux est marié à Clara Malraux, qui veille et l'appelle « la provinciale ». Le couple venait d'emménager au no 44 rue du Bac. Le 28 mars 1933 naît Florence Malraux, fille de Clara. André Malraux a une courte liaison avec Louise de Vilmorin. Entre son foyer et ses déplacements à travers le monde, Josette Clotis ne profite guère de son amant.
Du 17 février au 19 avril 1937, Josette Clotis est aux États-Unis et au Canada avec André Malraux, venu collecter des fonds pour la toute jeune république espagnole. À l'hiver 1937, André Malraux est à l'hôtel Madison au no 143 boulevard Saint-Germain à Paris, Josette Clotis à deux pas, au Royal Condé. Le 15 août 1939, Malraux et Clotis sont dans le Limousin à Beaulieu-sur-Dordogne. Le 5 novembre 1940, Josette Clotis donne naissance au premier fils d'André Malraux, Pierre-Gauthier, à Neuilly-sur-Seine. En novembre, le couple est à Hyères. En janvier 1941, ils sont à la villa La Souco, à Roquebrune-Cap-Martin, qu'ils quittent à cause de l'occupation italienne, et d'avril à septembre à la villa Les Camélias au Cap-d'Ail. Gide envoie Sartre et Simone de Beauvoir leur rendre visite. En octobre, ils sont de retour à la villa La Souco. Décembre 1942, le couple s'installe au château de Saint-Chamant en Corrèze. Josette Clotis donne à André Malraux son second fils, qui naît le 11 mars 1943. Josette Clotis charge André Malraux, qui monte à Paris, de demander à Pierre Drieu la Rochelle d'être le parrain ; celui-ci accepte.

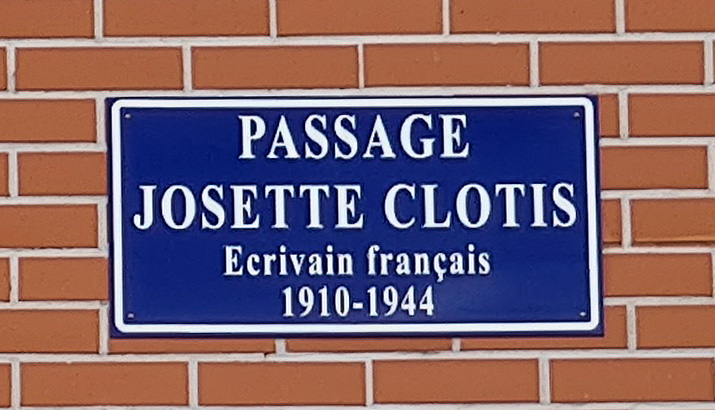
Une voie porte son nom à Strasbourg.

En 1944, André Malraux est envoyé combattre en Alsace, Josette Clotis raccompagne sa mère à la gare de Saint-Chamant du PO-Corrèze, glisse du marche-pied et a les jambes déchiquetées par le train. Elle meurt quelques jours plus tard à l'hôpital de Tulle,.

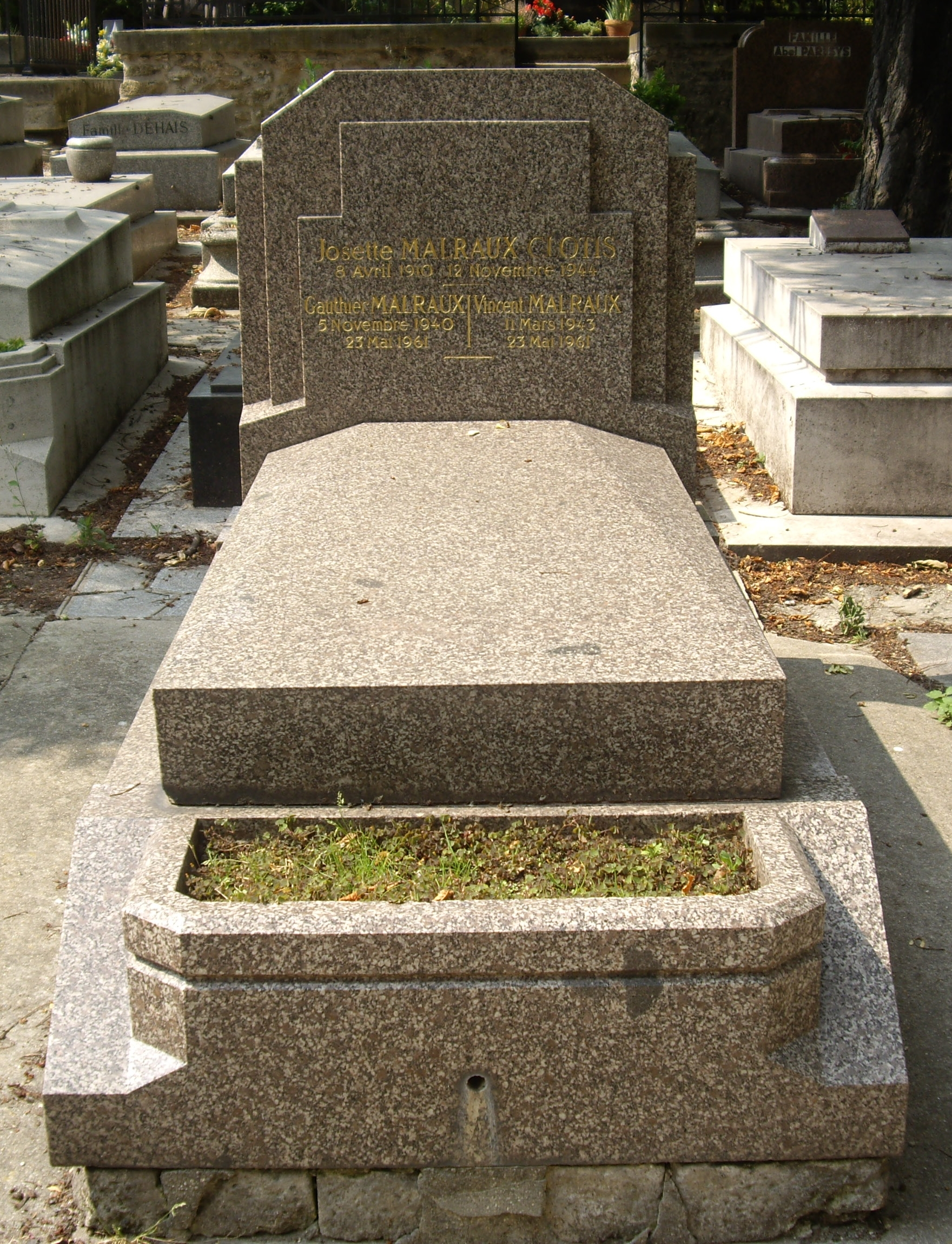
Tombe de Josette Clotis, Gauthier et Vincent Malraux au cimetière de Charonne.

Ses deux fils, Gauthier et Vincent Malraux, âgés de 20 et 18 ans, meurent dans un accident de voiture, le 23 mai 1961. Ils reposent tous les trois au cimetière de Charonne dans le 20e arrondissement de Paris. 
Suzanne Chantal, qui a reçu en legs la correspondance, les carnets et les manuscrits de son amie intime, a mis en forme cet ensemble dans un ouvrage intitulé Le Cœur battant.

## Publications
- « L'Accident » in L'Almanach des champs, octobre 1930
- « Eugène-Le-Roy »  in La Revue bleue, 4 juillet 1931, p. 407-412.
- Le Temps vert, préface d'Henri Pourrat, Gallimard, 1932
- « Le Vannier » in L'Almanach des champs, NRF, no 238, 1er juillet 1933, et NRF en 1946, précédé d'une lettre d'André Malraux, p. 85-91.
- Une mesure pour rien, Gallimard, 1934, réédition L'Arbre vengeur, coll. « Inconnues », préface François Ouellet, 2024.
- Cahier, 1939

## Correspondance
Une grande partie de la correspondance qu'elle entretient avec son amie la romancière Jeanne Sandelion fut mise en salle des ventes le 13 mai 2007 : 125 lettres et 13 cartes adressées entre 1926 et 1937, soit plus de 500 pages. Elle fait preuve d'une grande affection pour Jeanne Sandelion et se révèle être une épistolière exubérante. Elle dresse pour Sandelion un portrait d'André Beucler, qu'elle n'aime pas, ainsi que de son ex-femme, une Russe que courtise Raymond Gallimard. Ses longues lettres vont de huit à seize pages. Elles se voient très souvent à Paris ou Orléans. Elle lui parle également de son amour pour Pierre Lefebvre, secrétaire de la rédaction du Grenier puis du Mail, qu'elle quittera pour suivre André Malraux.

### Filmographie
- Une femme de papier, lettres d'amour à André Malraux, de Claude Ventura et Pascale Thirode, documentaire diffusé sur ARTE le 19 avril 2004.